# Rumex popovii
Rumex popovii är en slideväxtart som beskrevs av M.G. Pachomova. Rumex popovii ingår i släktet skräppor, och familjen slideväxter. Inga underarter finns listade i Catalogue of Life.